# タイクーン (ゲーム)
タイクーン（英語：Tycoon）は主としてPC向けの経営シミュレーションゲームのタイトルにしばしば含まれる語句。「Tycoon」は、日本語の「大君」に由来し、英語では「実力者」や「大物」を意味する。（日本国大君を参照）
しばしば、一連のシリーズゲームのように勘違いされる事があるが、1990年にマイクロプローズがリリースした、Sid Meier's Railroad Tycoonに端を発するフランチャイズで、その後は他社も含めてしばしばジャンルの代名詞的に用いられている。

## 「タイクーン」の名が付けられたゲームソフト
PC用ソフト初発作品
- ｢ズータイクーン｣シリーズ（発売元：マイクロソフト）
- ｢ローラーコースタータイクーン｣シリーズ（発売元：マイクロプローズ→インフォグラム→アタリジャパン）
- ｢レイルロードタイクーン｣シリーズ
- ｢スキーリゾートタイクーン｣（発売元：アクティビジョン）
- ｢ゴルフリゾートタイクーン｣（発売元：アクティビジョン）
- ｢モールタイクーン｣シリーズ（発売元：グローバルスターソフトウェア）
- ｢モノポリータイクーン｣
- ｢カータイクーン｣
- ｢トランスポートタイクーン｣
- ｢エアポートタイクーン｣
- ｢エアラインタイクーン｣
- ｢ベガスタイクーン｣（発売元：グローバルスターソフトウェア）

スマートフォン用ソフト初発作品
- 「エアタイクーンオンライン」（開発元：トレードゲームラボ）
- 「シップタイクーン」（開発元：トレードゲームラボ）